# Петрук Василь Демидович
Петрук Василь Демидович' (нар. 1922 смт. Сосниця — пом. 1991) — радянський військовик, учасник Другої світової війни. Герой Радянського Союзу (1943).

## Життєпис
Народився у 1922 році в смт. Сосниця. До війни працював механізатором в селі Кудрівка. В серпні 1941 року евакуювався з керівництвом МТС у Саратовську область, де одержав направлення в Розенбурзьку МТС, там пропрацював до призову в Червону Армію.
Після закінчення полкової школи брав участь в обороні Москви. Бойове хрещення прийняв на Сіверському Дінці в с. Савинці. В 1943 році, будучи командиром гармати протитанкової артилерії, воював на Курській дузі. Визволяв Харків, Мерефу, Красноград, П'ятихатки, Верхньодніпровськ, Кіровоград.
Після війни проживав у м. Жовква Львівської області.
Помер у 1991 році.